# بریتورن (بلاتن)
بریتورن (به لاتین: Breithorn) یک کوه در سوئیس است که در کانتون وله واقع شده‌است. بریتورن ۳٬۷۸۵ متر بالاتر از سطح دریا واقع شده‌است.